# San Marco la Catola
San Marco la Catola è un comune italiano di 839 abitanti della provincia di Foggia in Puglia.

## Geografia fisica
Il paese è situato nel Sud Italia, sui monti della Daunia a 683 m s.l.m., nel settore nord-occidentale della Puglia. Il territorio comunale confina con la Campania e il Molise. Il torrente, chiamato La Catola, dà il nome al paese.

## Storia
Secondo la tradizione, San Marco la Catola fu fondato da alcuni reduci della sesta crociata, fatti prigionieri in Terrasanta e liberati da Federico II nel 1228 con la presa di Gerusalemme. Costoro seguirono l'imperatore in Puglia e si stabilirono sulla collina dove sorge San Marco.
Stando ai documenti ufficiali, nel 1369 la regina Giovanna I di Napoli revocò l'esenzione dai tributi di cui gli abitanti di San Marco avevano sino ad allora usufruito. Nel 1441 Alfonso V d'Aragona affidò il paese a Leone di Sant'Agapito, proveniente da una nobile famiglia di Lucera. Nel 1505, col matrimonio tra Midea di Sant'Agapito e Carlo Gaetano, il feudo passò alla famiglia Gaetani d'Aragona. Nel 1637 Francesco Gaetani d'Aragona fu nominato primo duca di San Marco. Quando Violante Gaetani, ultima discendente della famiglia, che aveva ereditato il feudo, andò in sposa a Pompeo Pignatelli, portò in dote il feudo di San Marco. I Pignatelli mantennero il feudo sino all'eversione della feudalità (1806). Nel 1821 Giovanni Pignatelli cedette la proprietà del palazzo ducale per 1 000 ducati, e vendette anche i terreni di sua proprietà in agro di San Marco.
A partire dal 1860 e il 1863 il territorio circostante San Marco fu interessato dal fenomeno del brigantaggio, tanto da indurre l'incaricato del governo, tenente colonnello Fantoni, ad emanare a gennaio 1862 un decreto di interdizione dei boschi di San Marco e dei comuni limitrofi ai cittadini, che vennero impossibilitati a lavorarvi o attraversarlo. Il 22 ottobre 1863 in uno scontro a fuoco con la guardia mobile fu ferito e catturato il bandito Titta Varanelli, che venne poi fucilato in piazza e lasciato per due giorni ad ammonimento della popolazione.

### Simboli
Lo stemma comunale è stato riconosciuto con DCG del 7 novembre 1928. Vi è raffigurata in campo azzurro l'immagine di «San Marco Evangelista seduto, con ai piedi un leone sdraiato, avente tra le dita della mano destra una penna, e sul palmo della mano sinistra un libro aperto.»
Il gonfalone, concesso con DPR del 9 ottobre 1977, è un drappo partito di azzurro e di verde.

## Monumenti e luoghi d'interesse
- Santuario della Madonna di Josafat, annesso al convento dei Cappuccini. Sorge su un'altura poco distante dal centro abitato e fu edificato intorno al 1530-1535 sulle rovine di una preesistente abbazia. Custodisce un bassorilievo ligneo tardo-bizantino raffigurante la Madonna, venerato col titolo di Santa Maria di Josafat, che secondo la tradizione fu portato a San Marco dai fondatori di ritorno dalla Terrasanta. Nel convento, risalente al 1585, soggiornò padre Pio da Pietrelcina dal 1905 al 1906 e poi nel 1918.
- Palazzo ducale, della nobile famiglia napoletana dei Pignatelli, feudatari di San Marco la Catola, fu probabilmente ampliato in più fasi. Oggi in restauro, si presenta come un palazzo fortificato circondato da mura munite di bastioni e contrafforti. Sono presenti due torri che dominano la campagna circostante e una cappella dedicata a san Marco.
- Oasi di San Cristoforo, area boschiva attrezzata risalente al 1959.
- Convento dei Frati Minori Cappuccini, il quale all'inizio del secolo scorso ha ospitato San Pio da Pietrelcina prima del suo arrivo a San Giovanni Rotondo.
- Chiesa Madre San Nicola di Mira, edificato nel 1605-1611, conserva le reliquie dei santi martiri Liberato, Aurelio, Simplicio e Benedetta, oltre a varie pergamene del '600 e del '700, e pregevoli paramenti liturgici dello stesso periodo.
- Cappella dell'Annunciazione, annessa all'ex Palazzo dei Marchesi Mazzaccara (XVIII - XIX sec.) poi Episcopio estivo del Vescovo di Lucera, oggi sede dell'associazione privata di fedeli denominata Comunità delle Piccole Ancelle del Cuore Immacolato di Maria.

## Società

### Evoluzione demografica
Abitanti censiti

## Cultura

### Eventi
- Festa di san Liberato martire (19 agosto). In tale occasione, il 20 agosto si tiene il Gioco della Jaletta, durante il quale i cavalieri rappresentanti i rispettivi rioni (sono sette: U Giardin, Port' abbasc, Vall Saccone, Port' ammont, Via Nov d sott, Sant Lorenz, Stanca Cavall) si sfidano in una prova di destrezza, consistente nell'infilare la tradizionale "verga", cioè un bastone appuntito, nella fessura posta sotto la tinozza piena d'acqua chiamata per l'appunto jaletta.
- Fiera di San Francesco, (4 ottobre)

## Economia
L'economia di San Marco è imperniata principalmente sull'agricoltura. Le principali produzioni sono il grano, l'olio d'oliva e la frutta. Legnatico.

## Infrastrutture e trasporti

### Strade
- SS 17 Appulo-Sannitico (verso Foggia e Campobasso)

## Amministrazione
Di seguito è presentata una tabella relativa alle amministrazioni che si sono succedute in questo comune.
| Periodo           | Periodo           | Primo cittadino         | Partito                         | Carica              | Note  |
| ----------------- | ----------------- | ----------------------- | ------------------------------- | ------------------- | ----- |
| 23 novembre 1984  | 25 gennaio 1990   | Luigi Giuseppe D'Antino | Democrazia Cristiana            | Sindaco             | [ 6 ] |
| 25 gennaio 1990   | 26 maggio 1990    | Salvatore Tropea        |                                 | Comm. pref.         | [ 6 ] |
| 26 maggio 1990    | 24 aprile 1995    | Lello Di Gioia          | Partito Socialista Italiano     | Sindaco             | [ 6 ] |
| 24 aprile 1995    | 14 giugno 1999    | Lello Di Gioia          | lista civica                    | Sindaco             | [ 6 ] |
| 14 giugno 1999    | 14 giugno 2004    | Lello Di Gioia          | centro-sinistra                 | Sindaco             | [ 6 ] |
| 14 giugno 2004    | 8 giugno 2009     | Matteo Antonio Fascia   | lista civica                    | Sindaco             | [ 6 ] |
| 8 giugno 2009     | 19 settembre 2012 | Michele Fascia          | Partito Democratico             | Sindaco             | [ 6 ] |
| 19 settembre 2012 | 27 maggio 2013    | Maria Beatrice Giuliani |                                 | Comm. straordinario | [ 6 ] |
| 27 maggio 2013    | 10 giugno 2018    | Paolo De Martinis       | lista civica: Libertà e lavoro  | Sindaco             | [ 6 ] |
| 10 giugno 2018    | 14 maggio 2023    | Paolo De Martinis       | lista civica: San Marco resiste | Sindaco             | [ 6 ] |
| 14 maggio 2023    | in carica         | Luigi Piacquadio        | lista civica: Bene comune       | Sindaco             | [ 6 ] |